# Lennart Eckerberg
Carl Lennart Eckerberg, född 2 juli 1928 i Malmö, död 23 november 2020 i Falsterbo, var en svensk diplomat.

## Biografi
Eckerberg var son till regeringsrådet Enar Eckerberg och Dagmar Liljedahl. Han tog juris kandidatexamen i Stockholm 1953 innan han blev attaché vid Utrikesdepartementet (UD) 1954. Eckerberg tjänstgjorde i London 1955, Warszawa 1957, var andre sekreterare vid UD 1960, förste sekreterare där 1962 och förste ambassadsekreterare i Washington, D.C. 1964. Han var därefter departementssekreterare vid UD 1967, kansliråd där 1970, ambassadör vid nedrustningsdelegationen i Genève 1971 och minister i Washington, D.C. 1974. Eckerberg var ambassadör i Dar es Salaam 1977–1979, chef UD:s politiska avdelning 1979–1983, ambassadör i Bonn 1983–1990 och lämnade därmed sin post samtidigt med Tysklands återförening. Därefter var han ambassadör i London 1991–1994.
Han var från 1965 till sin död gift med Willia Fales, (född 1940), dotter till Herbert Fales och Rose Hyde.